# Вилчура
Вилчу́ра (вильчура, винчу́ра, волчу́ра, вилдшу́ра, виндшура) — шуба из меха волка вверх мехом, или просто «волчья шуба» (в Российской империи во второй половине XVIII — первой половины XIX века). Прилагательное — «вильчурный».

## Этимология
Слово вилчура образовано от пол. wilczura через нем. Wilkschur («волчья шуба»).

- Из волчьих мѣхов дѣлают так называемыя вилдшуры. (Бюшинг 69.)
- <Ефендий> был тогда в волчурѣ. (Зап. Блтв IV 78)
- Нынѣ мода пошла на шубы или виндшуры бобровыя. (Рдщв Торг 137)

В западноевропейской моде witchoura (witzchoura, witgchoura, vildschoura) — с 1808 по 1818 год — женское длинное зимнее пальто из шерсти или бархата с меховой подкладкой или опушкой и капюшоном, типа редингота.. Как писали западные модные журналы, их познакомили с этой модой русские в 1808 году.
В 1830-х годах название было воскрешено для шубы без капюшона, но с высоким стоячим воротником и очень длинными рукавами. Также отделывалась мехом.